# Ne brini
Ne brini är en låt framförd av den bosniska sångerskan Mija Martina. Låten var Bosnien och Hercegovinas bidrag i Eurovision Song Contest 2003 i Riga i Lettland. Låten är skriven av Ines Prajo och Arjana Kunštek.
Bidraget framfördes i finalen den 24 maj och slutade där på sextonde plats med 27 poäng.